# Pixel Dungeon
Pixel Dungeon è un videogioco roguelike libero. Lo sviluppo cessò ufficialmente nel 2015, proseguito da altri fork quali Shattered Pixel Dungeon.
Analogamente al videogioco Rogue del 1980, Pixel Dungeon si caratterizza per essere un videogioco strategico a turni a morte permanente, con livelli generati in maniera aleatoria e con grafica volontariamente minimale in pixel art.

## Ambientazione
Ad inizio della partita il giocatore si impersona nel ruolo di uno dei quattro protagonisti disponibili fra guerriero, mago, ladro (rogue) e cacciatrice, quest'ultima disponibile esclusivamente a gioco avanzato. Scegliendo di specializzarsi rispettivamente nell'arte del combattimento corpo a corpo, nella magia, negli attacchi a sorpresa e nel combattimento a distanza.
L'intera trama del gioco trascorre al di sotto di una città immaginaria, più precisamente nel suo sistema fognario, nelle prigioni sottostanti ad esso ed a un'intera città sotterranea, rimasta vergine all'occhio umano per innumerevoli secoli. Mano che si scende nel dungeon il giocatore entra in contatto con altri tipi di creature immaginarie per la maggior parte malvagie.
Lo scopo del gioco è avanzare nelle profondità del dungeon, giungere all'ultimo livello e sconfiggere il boss finale, recuperando l'Amuleto di Yendor.

## Sviluppo

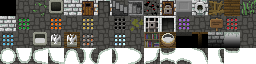
Un set di sprite in Pixel Dungeon

La grafica non è sotto forma di ASCII art, com'è ad esempio in NetHack, bensì è in forma di immagini raster disegnate per mano dello stesso autore del gioco (pratica chiamata pixel-art, da cui il titolo del videogioco). La sigla musicale e la colonna sonora è invece opera di un altro artista chiamato Cube_Code.
Il videogioco, rilasciato sotto licenza GNU General Public License, è scritto in linguaggio Java. Adottando il paradigma della programmazione orientata agli oggetti e di ereditarietà, ogni entità del videogioco è formalizzata in classi e sottotipi.
Il videogioco fu originariamente sviluppato per Android. I port successivi avvennero attraverso l'uso di LibGDX.
Originariamente l'interfaccia grafica fu sviluppata esclusivamente per la lingua inglese. Altre varianti, come Shattered Pixel Dungeon, hanno introdotto un sistema di internazionalizzazione, comprendendo la localizzazione in lingua italiana e coprendo altre 20 lingue con il contributo di volontari.

## Struttura del gioco
(Watabou)
Capita sovente di raggiungere il game over ma, analogamente ad altri videogiochi roguelike, alcune caratteristiche del gioco non facilitano le partite successive. Ogni livello del dungeon è infatti generato in modo casuale ed anche vari oggetti che è possibile raccogliere dal suolo assumono comportamenti non prevedibili da partita a partita. La maggior parte degli oggetti non identificati devono essere usati almeno una volta per conoscerne gli effetti, ma utilizzarli può portare a condizioni di svantaggio. Nello specifico, un oggetto come un'armatura non identificata, se indossata, potrebbe essere maledetta, rendendone impossibile la sua rimozione in condizioni normali a meno di complicati procedimenti, ostacolando alcune pratiche come il farming.
Il dungeon è composto da stanze collegate da corridoi in condizioni di oscurità. Ergo, i nemici saranno visibili esclusivamente se presenti nel campo visivo del personaggio. In ogni piano vi è una stanza con la scala per scendere al piano successivo. Ogni cinque piani c'è un boss ed al venticinquesimo piano vi è il boss finale (chiamato Yog-Dzewa).
Una volta raggiunto il piano più profondo, il gioco non termina immediatamente, bensì il giocatore deve decidere se dichiarare immediatamente la propria vittoria o se tentare di tornare indietro ed uscire da solo dal dungeon, riportando l'amuleto di Yendor in superficie.

## Storia
Il 13 gennaio 2013 è stato creato il wiki ufficiale del progetto sul sito web Fandom.
La pubblicazione del codice sorgente del progetto è avvenuta il 26 luglio 2014 in licenza GNU GPL v3.
Il 25 maggio 2015 il videogioco è stato distribuito su Steam.
Al 17 maggio 2017 la versione su Play Store aveva superato i 5 milioni di utilizzatori.